# Hockey Sarzana 2023-2024
Questa voce raccoglie le informazioni riguardanti l'Hockey Sarzana nelle competizioni ufficiali della stagione 2023-2024.

## Maglie e sponsor
Lo sponsor ufficiale per la stagione 2023-2024 è Gamma Innovation.
| 1ª divisa | 2ª divisa |

## Organigramma societario
Dati aggiornati alla stagione 2023-2024, tratti dal sito internet ufficiale della Federazione Italiana Sport Rotellistici .
- Presidente: Maurizio Corona
- Vicepresidente:
- Segretario: Isabella Lombardi
- Direttore sportivo:
- Addetto stampa: Gaetano De Benedetto

## Organico

### Giocatori
| N° | Naz.                 | Ruolo | Sportivo               |  |  |  |
| -- | -------------------- | ----- | ---------------------- |  |  |  |
| 1  | Italia (bandiera)    | P     | Alex Pettenuzzo        |  |  |  |
| 7  | Italia (bandiera)    | A     | Sergio Festa           |  |  |  |
| 8  | Argentina (bandiera) | A     | Jeronimo Garcia Bielsa |  |  |  |
| 9  | Italia (bandiera)    | D     | Domenico Illuzzi       |  |  |  |
| 10 | Italia (bandiera)    | P     | Simone Corona          |  |  |  |
| 11 | Italia (bandiera)    | A     | Davide Borsi           |  |  |  |
| 16 | Italia (bandiera)    | P     | Mattia Andreoni        |  |  |  |
| 24 | Italia (bandiera)    | A     | Lorenzo Angeletti      |  |  |  |
| 77 | Argentina (bandiera) | A     | Joaquin Olmos          |  |  |  |
| 78 | Argentina (bandiera) | D     | Facundo Ortiz          |  |  |  |
| 79 | Italia (bandiera)    | A     | Mirko Tognacca         |  |  |  |
| 88 | Italia (bandiera)    | A     | Francesco De Rinaldis  |  |  |  |

### Staff tecnico
- Allenatore:  Paolo De Rinaldis

## Mercato
| Acquisti | Acquisti          | Acquisti                    | Acquisti |
| R.       | Nome              | da                          |          |
| -------- | ----------------- | --------------------------- | -------- |
| P        | Mattia Andreoni   | Sarzana (Settore giovanile) |          |
| A        | Lorenzo Angeletti | Sarzana (Settore giovanile) |          |
| D        | Domenico Illuzzi  | Forte dei Marmi             |          |
| A        | Joaquin Olmos     | Bancaria                    |          |
| P        | Alex Pettenuzzo   | Vercelli                    |          |
| A        | Mirko Tognacca    | Sarzana (Settore giovanile) |          |
| P        | Francesco Vené    | Sarzana (Settore giovanile) |          |

| Cessioni | Cessioni       | Cessioni        | Cessioni |
| R.       | Nome           | a               |          |
| -------- | -------------- | --------------- | -------- |
| P        | Thomas Mechini | Pumas Viareggio |          |